# Griechisches Referendum 1924

Das Wappen Griechenlands
(1863–1924)

Das griechische Referendum 1924 war ein am 13. April 1924greg.(Anm.) im Königreich Griechenland abgehaltenes Referendum. Die Abstimmung sollte die Proklamation der Republik vom 25. März 1924greg. bestätigen. Diese Bestätigung erfolgte mit 69,96 % der gültigen Stimmen.

## Vorgeschichte
Nachdem am 22. September 1922greg. türkische Streitkräfte die griechische Besatzungszone von Smyrna mitsamt der Stadt einnahmen und damit der griechische Kleinasien-Feldzug endete, begann zwei Tage später ein Putsch durch wesentliche Teile der griechischen Streitkräfte (Revolution des 11. September 1922). Diese venizelistischen Kräfte unter Nikolaos Plastiras, Stylianos Gonatas und Theodoros Pangalos zwangen König Konstantin I. am 10. Oktober 1922greg. zur zweiten Abdankung und bildeten ein Revolutionskomitee. Neuer König wurde sein Sohn, Kronprinz Georg.
Am 20. Oktober 1923greg. (Anm.) putschten royalistische Teile der griechischen Streitkräfte unter Beteiligung von Ioannis Metaxas gegen das Revolutionskomitee (Bewegung Leonardopoulos–Gargalidis). Diese Konterrevolution wurde am Folgetag durch venizelistische Militärs unter General Pangalos und Georgios Kondylis niedergeschlagen. Infolgedessen boykottierten die royalistischen Parteien die Wahlen vom 16. Dezember 1923 und die venizelistischen Parteien, allen voran die Liberale Partei, gewannen die Wahlen. Drei Tage nach der Wahl, am 19. Dezember, kam König Georg II. der Aufforderung des Revolutionskomitees, das Land zu verlassen, nach – eine Abdankung verweigerte er. Das Komitee ernannte Pavlos Koundouriotis zum Vizekönig, der diese Funktion bereits 1920 ausübte.
Nachdem Pangalos und Kondylis offen mit Putsch gedroht hatten, setzte sich in der Liberalen Partei Alexandros Papanastasiou, der Führer des radikalen Parteiflügels, durch und am 25. März 1924 setzte die Nationalversammlung, die sich zuvor in der Frage der Staatsform uneinig war, den König ab, rief die Republik aus und wählte den bisherigen Vizekönig Koundouriotis zum Präsidenten. Außerdem wurde eine Abstimmung für den 13. April 1924 angekündigt, die die Umwandlung in eine Republik bestätigen sollte.

## Ausgang
| Auswahl       | Stimmen   | %      |
| ------------- | --------- | ------ |
| Ja            | 758.472   | 69,96  |
| Nein          | 325.322   | 30,04  |
| Ungültig/Leer | 291       | –      |
| gesamt        | 1.084.085 | 100,00 |
| Quelle        |           |        |

Mit Wirkung zum 1. Mai 1924 wurde Griechenland damit zur Republik.